# Alicia Chamorro López
Alicia Chamorro López (Contadero, Nariño, 1925 – Bogotá, 20 de julio de 1958) fue una fotógrafa y reportera gráfica colombiana, reconocida por ser pionera en  la fotografía  profesional y el fotoperiodismo,  trabajando en medios como El Siglo, Semana y Ahora 

## Biografía

### Primeros años
Nació en Contadero (Nariño) en 1925, hija de Florentino Chamorro, fotógrafo profesional, y Evangelina López. En su niñez vivió en Ipiales y más tarde en Pasto, donde desde los 13 años mostró interés por la fotografía, construyendo incluso una cámara artesanal.
Cursó el bachillerato y, junto a su padre, fundó el estudio Foto Chamorro. Durante ocho años trabajó como reportera gráfica en Pasto y participó en exposiciones organizadas por entidades como la Sociedad de Mejoras Públicas. También desarrolló una faceta musical junto a su hermana, ganando concursos radiales y participando activamente en el ambiente cultural nariñense.

## Carrera profesional
En 1949 asistió al Congreso Interamericano de Prensa en Quito (Ecuador), donde estableció contacto con periodistas del continente. Poco después, decidió trasladarse a Bogotá para ejercer el oficio de manera profesional. Allí fue contratada como reportera gráfica de El Siglo, dirigido por Álvaro Gómez Hurtado, y también trabajó en el estudio de Franz Mayer. Posteriormente colaboró en las revistas Semana, bajo la dirección de Alberto Lleras Camargo, y en la revista Ahora.
Fotografió a numerosas personalidades del momento, como Mario Moreno “Cantinflas”, Alberto Lleras Camargo, Laureano Gómez, Mariano Ospina Pérez, y el violinista Ruggiero Ricci.

### Gremios y visión profesional
Fue cofundadora y secretaria general del Círculo de Reporteros Gráficos de Bogotá, luego llamado de Colombia, siendo la única mujer en la junta directiva de su época. Promovió la profesionalización de la fotografía y la creación de estudios formales, además de mostrar interés por técnicas avanzadas como la fotografía estereoscópica a color, aunque gran parte de ese material no sobrevivió.

## Fallecimiento y legado
Falleció el 20 de julio de 1958 en Bogotá, a los 33 años, por causa del lupus, una enfermedad autoinmune degenerativa. Su muerte fue lamentada por diversos medios nacionales, y el Círculo de Reporteros Gráficos le rindió homenaje al nombrar una sala de reuniones en su honor. Fue madre de Adrián Chamorro, músico y director de orquesta. Tras su fallecimiento, su padre, afectado por la pérdida, destruyó la mayoría del archivo fotográfico familiar.  Actualmente, familiares y estudiosos han intentado recuperar parte de su obra a través de archivos como el de El Nuevo Siglo y otras fuentes institucionales.